# 樂士浮生錄
《樂士浮生錄》（英語：Buena Vista Social Club，或譯《記憶哈瓦納》，港譯《樂滿夏灣拿》）是一部1999年由德國導演文·溫德斯執導關於古巴音乐的紀錄片。本片的名字取自一首由古巴樂手「卡喬」以色列·洛佩茲·瓦爾德斯和奧瑞斯特斯·洛佩茲創作的一首丹戎風格樂曲，後來收錄於遠景俱樂部的同名專輯中。本片是德國、美國、英國、法國和古巴的國際合拍片。
2020年，《樂士浮生錄》因在「文化上、歷史上或美學上具重要意義」而被美國國會圖書館選入國家影片登記表保存。

## 概要
本片記錄了溫德斯的長年好友、美國吉他手雷·庫德從一次古巴之旅中結識多位古巴國寶級樂手、與他們切磋音樂、集結組成一支超級樂團遠景俱樂部、錄製一張同名專輯、到全員於1998年4月在阿姆斯特丹和1998年7月1日在美國紐約市卡內基音樂廳開音樂會表演的過程。雖然古巴和美國地理位置相近，但由於政治局勢緊張，使得在兩國之間旅行受到諸多限制，因此對許多樂團成員而言這就是他們第一次去美國。本片也拍攝了那兩場座無虛席的音樂會、採訪了許多樂團成員在這段時間的心路歷程與體驗的心得。

## 音樂家們
- 康貝·塞康多（英语：Compay Segundo） – 歌手、古巴傳統吉他（英语：Tres (instrument)）
- 艾利亞德斯·歐喬阿（英语：Eliades Ochoa） – 歌手、吉他
- 雷·庫德（英语：Ry Cooder） – 滑音管吉他
- 雷·庫德的兒子約阿希姆·庫德（英语：Joachim Cooder） – 打擊樂
- 易卜拉欣·費雷爾（英语：Ibrahim Ferrer） – 歌手、康加鼓、擊木、邦哥鼓
- 歐瑪拉·波圖翁多（英语：Omara Portuondo） – 歌手
- 魯本·岡薩雷斯（英语：Rubén González (pianist)） – 鋼琴
- 「小卡喬」歐蘭多·洛佩茲（英语：Orlando "Cachaíto" López） – 低音提琴
- 阿馬迪托·瓦爾德斯（英语：Amadito Valdés） – 天巴鼓（英语：Timbales）
- 「瓜希羅」曼努埃爾·米拉巴爾（英语：Manuel "Guajiro" Mirabal） – 小號
- 巴巴里托·托雷斯（英语：Barbarito Torres） – 勞德琴（英语：Laúd）
- 皮歐·雷瓦（英语：Pío Leyva） – 歌手
- 「彭提伊塔」曼努埃爾·利西亞（英语：Puntillita） – 歌手
- 胡安·德·馬科斯·岡薩雷斯（英语：Juan de Marcos González） – 刮瓜

## 演奏歌曲
- 〈Chan Chan（英语：Chan Chan (song)）〉（弗朗西斯科·雷皮拉多（英语：Compay Segundo））
- 〈Silencio（英语：Silencio (Rafael Hernández song)）〉（拉斐爾·赫南德茲）
- 〈Chattanooga Choo Choo（英语：Chattanooga Choo Choo）〉（哈利·華倫和麥克·戈登（英语：Mack Gordon））
- 〈Dos gardenias（英语：Dos gardenias）〉（伊索麗娜·卡里略（英语：Isolina Carrillo））
- 〈Veinte años（西班牙语：Veinte años）〉（瑪麗亞·特蕾莎·維拉（英语：María Teresa Vera））
- 〈Y Tu Que Has Hecho?〉（尤西比歐·戴爾芬（西班牙语：Eusebio Delfín））
- 〈Black Bottom〉（雷·亨德森（英语：Ray Henderson）、路·布朗（英语：Lew Brown）和B·G·德西爾瓦 / B. G. De Sylva）
- 〈Canto Siboney〉（埃内斯托·莱库奥纳）
- 〈El Carretero〉（「吉勒莫·波塔巴萊斯」荷賽·克薩達·德爾·卡斯蒂略 / Jose "Guillermo Portabales" Quesada del Castillo）
- 〈Cienfuegos (tiene su guaguanco)〉（維克多·雷 / Victor Lay）
- 〈Begin the Beguine（英语：Begin the Beguine）〉（科尔·波特）
- 〈Social Club Buenavista（英语：Social Club Buenavista (composition)）〉（「卡喬」以色列·洛佩茲（英语：Cachao）和奧瑞斯特斯·洛佩茲（英语：Orestes López））
- 〈Mandinga〉（吉勒莫·羅德里格斯·菲夫 / Guillermo Rodriguez Fiffe）
- 〈Candela〉（佛斯提諾·奧拉馬斯（英语：Faustino Oramas））
- 〈Chanchullo（英语：Chanchullo）〉（「卡喬」以色列·洛佩茲）
- 〈El Cuarto de Tula〉（塞吉歐·西亞巴 / Sergio Siaba）
- 〈Guateque Campesino〉（西莉亞·羅梅羅 / Celia Romero）
- 〈Nuestra Ultima Cita〉（愛絲特·佛雷羅（英语：Esther Forero））
- 〈Quizás, Quizás, Quizás（英语：Quizás, Quizás, Quizás）〉（奧斯瓦爾多·法雷斯（英语：Osvaldo Farrés））

## 迴響

### 評價
《樂士浮生錄》獲得了評論家們的一致好評。影評匯總網站爛蕃茄上基於48條觀眾影評收獲了92%的好評率，平均評分為7.52/10。Metacritic上根據19名評論家的評分給出了81/100分，達到「普遍好評」。

### 榮譽
《樂士浮生錄》於2000年的第72屆奧斯卡獎上入圍了最佳紀錄片獎項，並贏得了歐洲電影獎的最佳紀錄片在內等其他獎項。除了本片於2020年被美國國會圖書館選入國家影片登記表保存外，收錄片中多首歌曲錄音室版本的《遠景俱樂部同名專輯》也在兩年後因相同理由國會圖書館選入國家錄音登記表保存。

### 影響與後續
因為在本片上映後帶來的關注，許多團員如易卜拉欣·費雷爾、康貝·塞康多、魯本·岡薩雷斯、艾利亞德斯·歐喬阿等人得以被全世界觀眾所看見，並得到發行個人作品的機會，其中有不少團員在當時就早已步入高齡。導演溫德斯於2004年再製作紀錄片《樂士浮生錄2：名揚四海》（Música cubana），記錄了這些樂手們如何將他們演奏的古巴傳統音樂傳承給年輕一代。歐喬阿在2010年後接棒團長職位，繼續帶領著樂團進行演出，也鼓勵年輕一代的樂手們演奏古巴傳統音樂。在本片上映的16年後，英國導演露西·沃克再次探訪了五名當年的團員，記錄了他們在樂團巡演之後的風風雨雨，以及對其他團員一一辭世的感傷，最後於2017年製作成了紀錄片《樂士浮生錄：再見》。

## 外部連結
- 互联网电影数据库（IMDb）上《樂士浮生錄》的资料（英文）
- Box Office Mojo上《樂士浮生錄》的資料（英文）
- 爛番茄上《樂士浮生錄》的資料（英文）
- Metacritic上《樂士浮生錄》的資料（英文）
- 《Buena Vista Social Club: A City in Time》 （页面存档备份，存于）—由約書亞·傑利-夏皮羅（英语：Joshua Jelly-Schapiro）在标准收藏上發表的文章